# Computer Graphics Metafile
Pour les articles homonymes, voir CGM.
Computer Graphics Metafile (CGM) est un format libre au standard ouvert et international de fichier graphique vectoriel, graphiques matriciels et texte. Il est défini par ISO/CEI 8632.